# Lake Wildwood
Lake Wildwood é uma Região censo-designada localizada no estado americano da Califórnia, no Condado de Nevada.

## Demografia
Segundo o censo americano de 2000, a sua população era de 4868 habitantes.

## Geografia
De acordo com o United States Census Bureau tem uma área de 9,1 km², dos quais 7,9 km² cobertos por terra e 1,2 km² cobertos por água.

## Localidades na vizinhança
O diagrama seguinte representa as localidades num raio de 24 km ao redor de Lake Wildwood.